# Gelonos
Gelonos (ukr. Гелон, stgr. Γελωνός) – starożytne miasto wspominane przez Herodota, lokalizowane przez niego w kraju Budynów i Gelonów na północ od ziem Scytów.
Herodot opisuje je w swoich Dziejach w rozdziale IV następująco:

Budynowie tworzą wielki i liczny lud: mają wszyscy bardzo niebieskie oczy i ognistego koloru włosy. W ich kraju istnieje  miasto zbudowane z drzewa. Nazwa miasta brzmi Gelonos, a jego mur z każdego boku długi jest na 30 stadiów; jest przy tym wysoki i cały z drewna. Drewniane są też ich mieszkania i świątynie. Są tam faktycznie świątynie helleńskich bogów, po helleńsku zaopatrzone w drewniane posągi, ołtarze i kaplice.

Boris Szramko, ukraiński historyk, w 1975 opublikował, że miastem tym było grodzisko Bielskoje w dorzeczu Dniepru nad rzeką Worsklą, 35 km na północ od  Połtawy. Podana przez Herodota miara dawałaby na dziś około 30 km długości.  Tymczasem odkryta w latach 70. XX wieku pozycja to obwarowania z wałami wysokimi nawet na 12 metrów, cały teren rozciągnięty na 17 kilometrów wzdłuż rzeki Worskli, gdzie same wały obejmują  44 kilometry kwadratowe, a dwa razy tyle, 80 kilometrów kwadratowych, wliczając cmentarzyska. Porównując, miasto Gelonos  było  około 1000 razy większe niż klasyczna Troja. Budynowie z Gelonami mieszkali na wschód od mężów scytyjskich i na wschód od Neurów, na północ od Sarmatów, a ich zachodnimi sąsiadami byli Scytowie królewscy, a od północy Tyssageci (Thyssagetae). Od wschodu rozciągał się znany na podstawie badań archeologicznych pozbawiony osadnictwa, 200 kilometrowy, sięgający po Don, pas pustki, który ma odpowiadać opisywanej przez Herodota „siedmiodniowej pustyni”. rzeka Worskla była zachodnią granicą zwartszego osadnictwa ciągnącego się jeszcze w jej północnym biegu. Ziemno-drewniany gród Gelonus składał się z trzech lepiej umocnionych ośrodków otoczonych wspólnym wałem: wschodniego, zachodniego i północnego. Rozbudowę umocnień rozpoczęto w połowie VI wieku p.n.e. jednocześnie wnosząc wschodnie i zachodnie umocnienia. Wschodnie, większe, położone na skarpach Worskli zawiera bogatszy inwentarz archeologiczny, tak jak znane późniejsze orientowane budowle. Bogatszy materiał archeologiczny ze wschodniej części jest z kręgu kultury czernoleskiej. Stanowisko Gelons leży w archeologicznej grupie Worskla. Inne sąsiedzkie archeologiczne grupy o podobnie silnie scytyjskim charakterze to grupa sulska i dońska. W grupie sulskiej znajduje się mniejsza od Gelonos ziemna forma archeologiczna Basivska, o długości 2 km i szerokości 0,6 km, tworzona tym samym okresie VI wieku. Basivską zaprzestano używać tak samo jak Gelonos koło IV wieku p.n.e. prawdopodobnie na skutek inwazji Sauromatów na ziemie scytyjskie.